# Legio X Gemina
Legio decima Gemina ou Legio X Gemina ("Décima legião Gêmea") foi uma legião do exército imperial romano e uma das quatro legiões criadas por Júlio César em 58 a.C. para sua invasão da Gália. Há registros da X Gemina em Vindobona no início do século V. Foi formada a partir dos legionários restantes da antiga Legio X Equestris ("Décima legião Montada"), a legião preferida de Júlio César.

## República romana
Durante as Guerras Gálicas, a X Equestris teve um importante papel no sucesso de César na Gália e, por isto, ela é, por vezes, considerada como sua legião favorita. Em suas campanhas, a décima estava presente na Batalha do Sábis, na Invasão britânica de César e na Batalha de Gergóvia. Ela permaneceu fiel a César na guerra civil contra Pompeu, combatendo em Farsalos (48 a.C.) e Munda (45 a.C.). Neste mesmo ano, César debandou a legião e assentou os veteranos na região de Narbona, na Gália, e na Hispânia.
A décima foi reconstituída em 42 a.C. e lutou pelo Segundo Triunvirato na Guerra Civil dos Liberatores na Batalha de Filipos (42 a.C.) contra os assassinos de César. Depois disto, o comando passou para Marco Antônio, que a utilizou em sua campanha contra os partas e estava presente quando ele foi derrotado na Batalha de Ácio (31 a.C.). Augusto se apoderou da legião e assentou seus veteranos em Patras. Houve uma revolta e a unidade perdeu o cognome "Equestris" como punição. Reforços de outras legiões preencheram as lacunas e a décima foi rebatizada de "Gemina".

## Império Romano

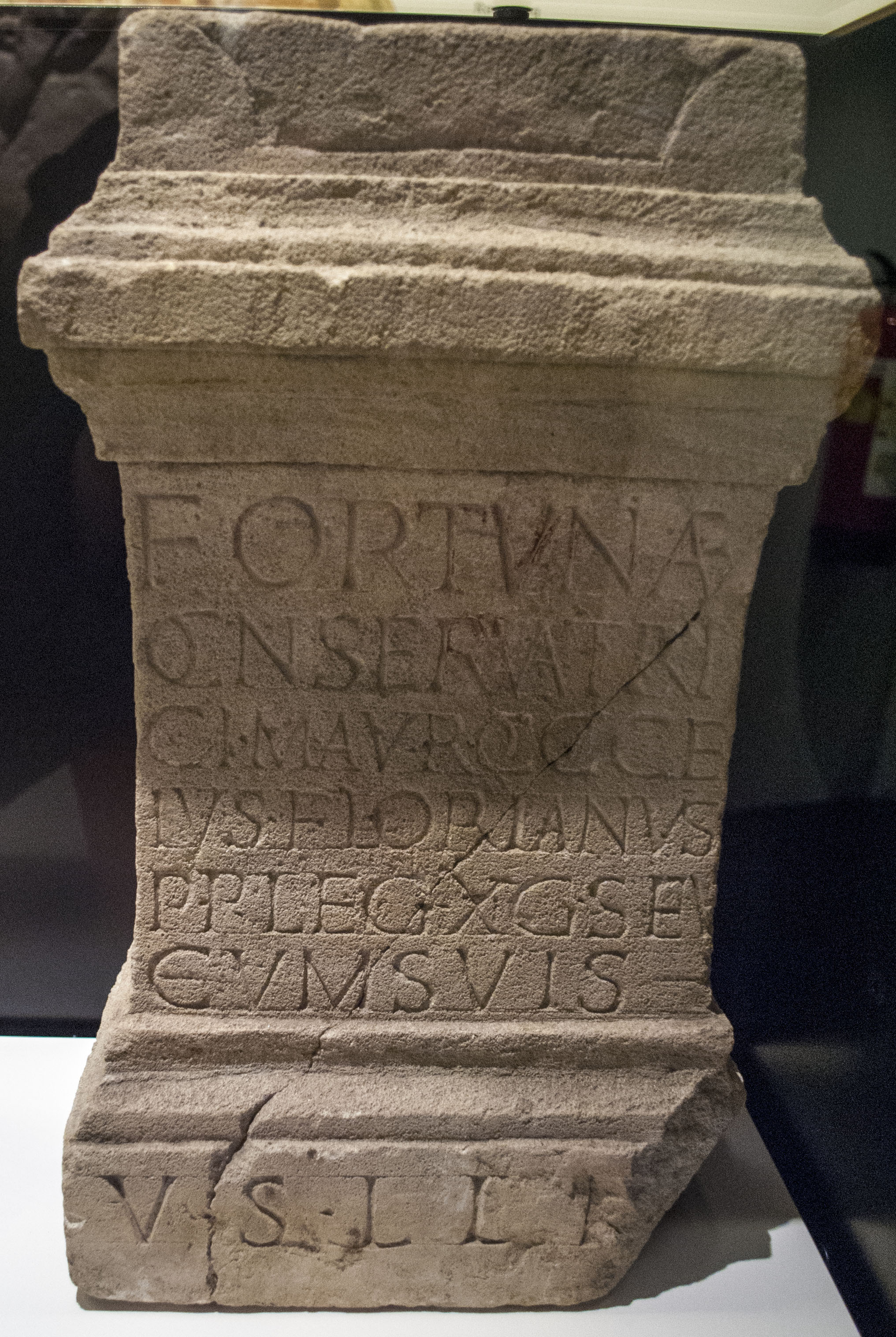
Altar da Fortuna Conservatrix (222–235) citando Marco Aurélio Coceio, primipilo da Legio X Gemina Severiana.

A recém-formada X Gemina foi realocada para a Hispânia Tarraconense, onde Augusto estava se preparando para sua guerra contra os cântabros. A décima ficou muitos anos na Hispânia e seus veteranos estão entre os primeiros habitantes da moderna Saragoça e de Emerita Augusta, a moderna Mérida.
Em 70, depois de a Revolta dos Batavos ter sido sufocada por Vespasiano, a X Gemina foi enviada para a Batávia, na Germânia Inferior, para vigiar a região e evitar novas revoltas. Entre 71 e 103, ficou acampada numa base construída pela II Adiutrix em Oppidum Batavorum, a atual cidade holandesa de Nijmegen.
Como parte do exército da Germânia Inferior, a X Gemina lutou na revolta do governador da Germânia Superior, Lúcio Antônio Saturnino contra o imperador Domiciano. Por isso, a décima — assim como as outras legiões deste exército, a I Minervia, VI Victrix e a XXII Primigenia — recebeu o título de "Pia Fidelis Domitiana" ("fiel e leal a Domiciano"), um título que depois desapareceu quando sua memória foi desgraçada.

### Século II
Durante a primeira campanha de Trajano na Dácia (101-2), a décima participou da Segunda Batalha de Tapas contra as tropas de Decébalo. Em 103, a décima se mudou para Aquinco e, depois, para Vindobona, na Panônia Superior, onde ficaria até o século V.
Vexillationes da X Gemina lutaram na Revolta de Barcoquebas (132-5), na Judeia, e outras participaram da campanha contra os partas de Lúcio Vero em 162. Outra grande campanha foi travada contra os quados, marcomanos e lombardos, na Morávia (Vale Dyje-Svratka), comandada pelo imperador Marco Aurélio (r. 168–180).
A X Gemina apoiou seu governador, Sétimo Severo, em sua tentativa de tomar o trono e muitos de seus membros fora para Roma para se alistarem na Guarda Pretoriana do novo imperador no ano dos cinco imperadores (193).

### Século III
No século III, a décima lutou para diversos imperadores diferentes, o que lhe valeu uma coleção de títulos de lealdade de uma série de imperadores. Os títulos "Antoniniana" (de Caracala ou Heliogábalo), "Gordiana" (de Gordiano III), "Deciana" (de Décio), "Floriana" (de Floriano) e "Cariniana" (de Carino) foram breves e eram descartados rapidamente depois que o imperador morria. Pelo apoio a Galiano contra Póstumo, a X Gemina ganhou o título de "Pia VI Fidelis VI" ("seis vezes fiel, seis vezes leal").

### Século IV
Na época da "Notitia Dignitatum" (final do século IV), o primeiro destacamento da X Gemina estava sob o comando do mestre dos soldados do Oriente e era uma unidade comitatense. Outro ainda estava em Vindobona sob o comando do dux da Panônia Prima e da Nórica Ripense.